# رباح (ردمان)

تعديل مصدري - تعديل

رباح هي إحدى قرى عزلة ال بقش بمديرية ردمان التابعة لمحافظة البيضاء، بلغ تعداد سكانها 38 نسمة حسب تعداد اليمن لعام 2004.